# シュナイダープロペラ

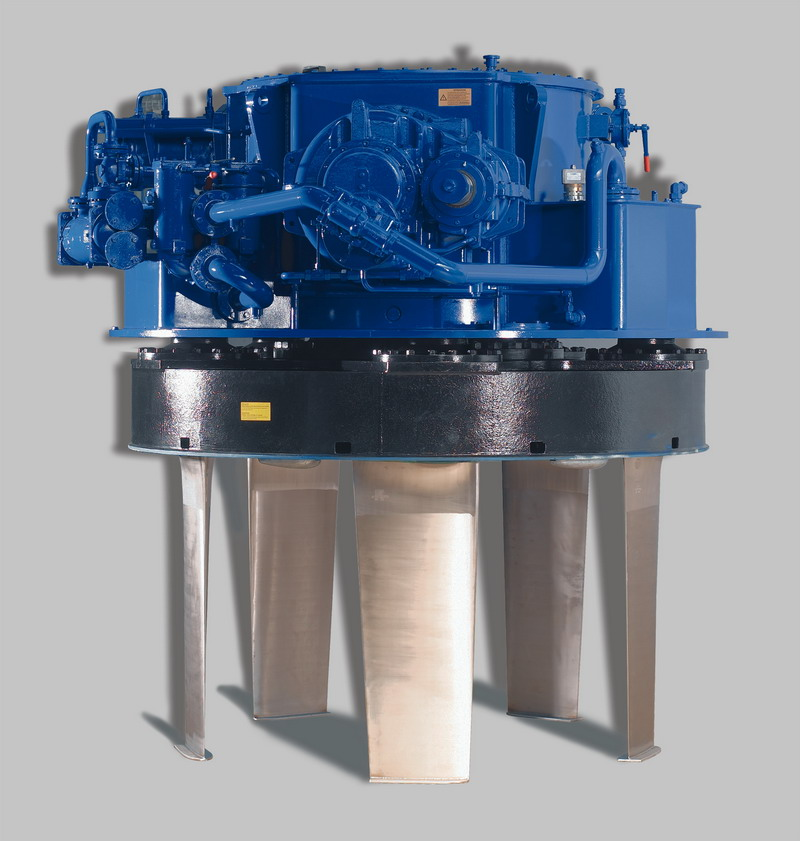
シュナイダープロペラ(独フォイト社製)

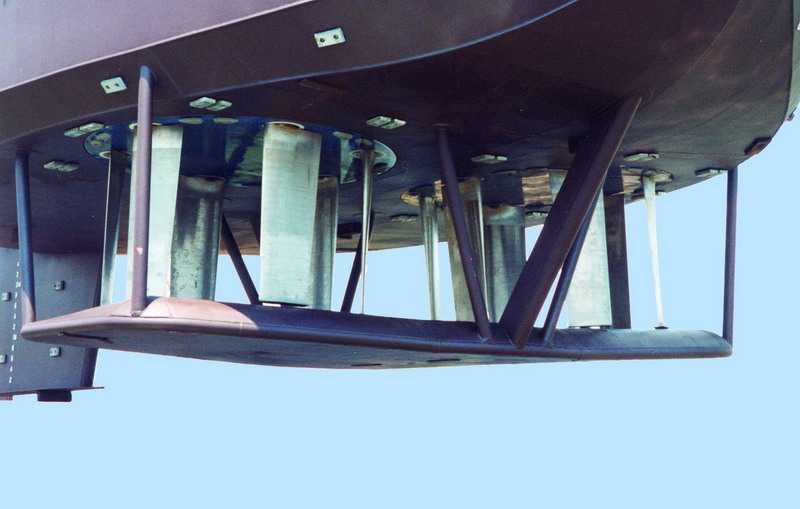
船舶底面への設置例

シュナイダープロペラとは本来は船舶用推進装置の一形態であるが、最近は航空機への応用が注目されている。一般的な船舶では推進力を得るためにスクリュープロペラを使用し、方向を変える際に舵（かじ）を用いるのに対し、シュナイダープロペラは双方の機能を兼ねる。回転面に対して翼が垂直に取り付けられており、各翼と回転軌道との角度は統合的に制御される。これにより揚力（＝推力）の大きさと向きを迅速かつ任意に変更できる。

初期の動作モデル。図の上方向への推力を得る。青い三角形は各翼が生む力の大きさを示す。
クランクを追加し角度変化を大きくしたモデル。推力を得る原理は先図と同じ。
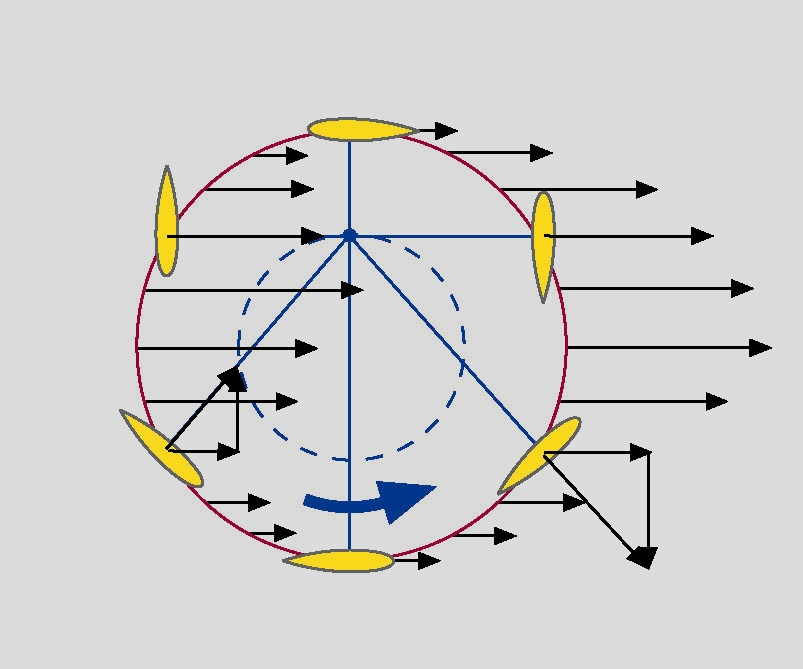
推力発生メカニズム(発生する推力は図右方)
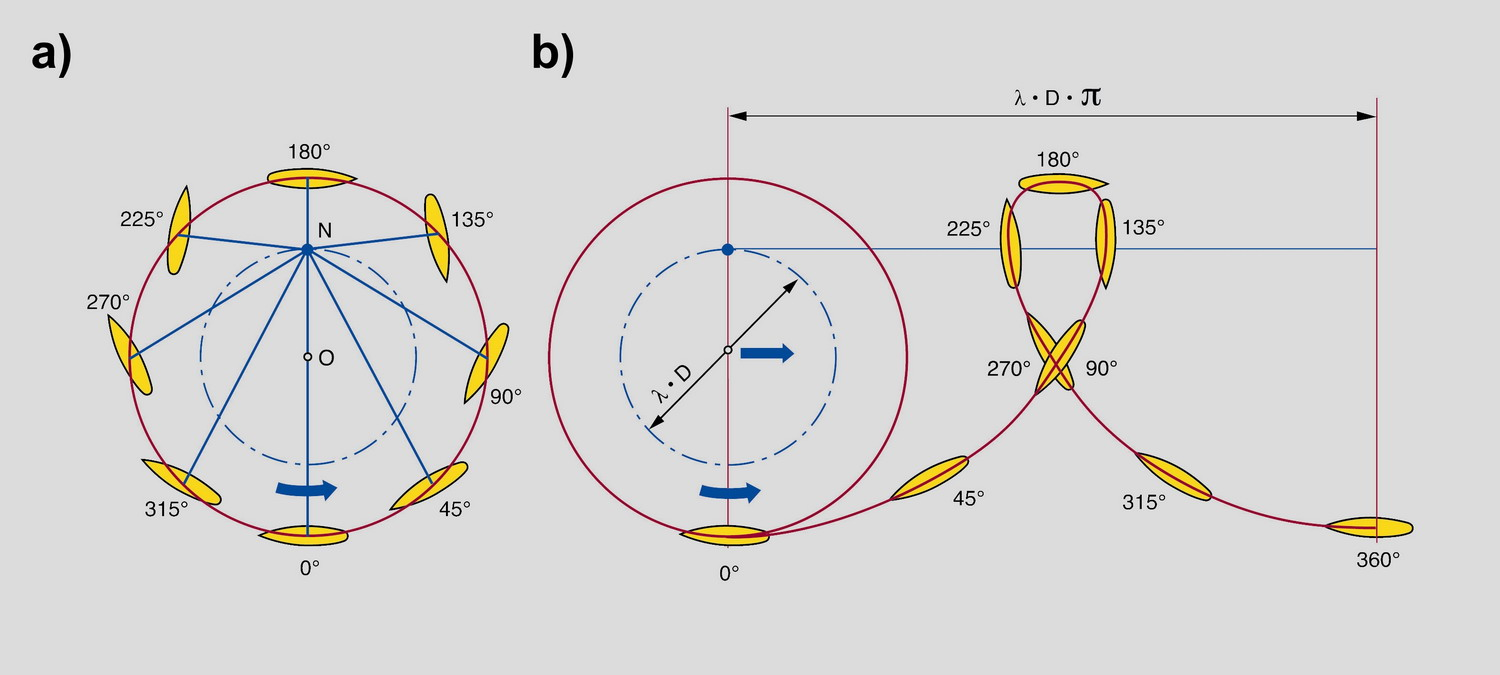
羽根の傾きの変化

## 概要
シュナイダーとは、このしくみを発明したオーストリアの技術者エルンスト・シュナイダー（Ernst Schneider 1894-1975）を指す。シュナイダーが同機構を開発後、ドイツの機械メーカーフォイト社(Voith AG)によって船舶用推進器として改良─実用化され、1920年代に基本特許を得た。ゆえにフォイト・シュナイダープロペラ（VSP: Voith Schneider® Propeller）とも呼ばれる。また、このタイプのプロペラは航空分野での適用も模索されており、そこではサイクロイダル・プロペラ、サイクロローターなどと呼ばれている。
実用化については1928年からボーデン湖で小型船による試作・研究が行われ、1931年に建造されたドイツ帝国鉄道のボーデン湖遊覧船・ケンプテン（223t）が初めての実用搭載例となった。1935年にはドイツ海軍の700t級掃海艇2隻に試験的に採用されている。1930年代中期以降、各国で小型船を中心に試験的な導入が始まった。日本での最初の導入例は鉄道省が関釜連絡船用タグボートとして1936年に函館船渠で建造した「第一鉄栄丸」（130t）である。
このプロペラを装備した船舶は旋回性能、コントロール性が大幅に向上する。一例として船首を中心にして360度の急旋回、反転が可能であり、静止状態から船体を前後に動かすことなく回頭もできる。
このような特性から同推進器は主に狭い湾内で複雑な取り回しが必要なタグボートや、消防艇、離岸・接岸を頻繁に行うフェリー、正確な操船を求められる運河運搬船などで利用されている。また高機動性ゆえに中、小型軍用艦にも採用例がある。また、通常のスクリューに比べて音響雑音が少ない為、海洋調査船や掃海艇への使用も見られる。宇高連絡船の讃岐丸では実験船的な性格もあり、このプロペラを使用していた。
シュナイダープロペラには上述のような特筆すべき能力があるが、馬力あたりの最大推力という点ではスクリュープロペラに劣ってしまう。したがって直線的な航路が多い船舶では効率が悪く、外洋航行には基本的に適していない。そのため両者の利点を持つアジマススラスターの登場以降はシェアを落としつつある。とはいえ、羽根の形状が簡素でスクリューなどより製造、修理が容易なこと（低コスト）、舵によるパワーロスがないこと、内燃機関への適応力に優れること、喫水を浅くできることなどの理由により、現在でも根強い需要がある。
eVTOLの推進装置としての研究が行われている。

## 原理と操作
このプロペラが「水を押し出すことにより推力を得る」と誤解されることがあるが、前掲の図解のとおり、このプロペラの推力は翼と回転軌道との角度が生み出す揚力である。
内部には翼角を制御するピボット機構が存在する。このピボットを（船に据え付けた状態を天頂方向から見て）上下左右に動かすことで全ての翼が位置に応じた角度を取る。
ピボットの初期位置は回転軸中心にあり、この状態では全ての翼が回転軌道と水平になる。このため幾ら回転させても推力は一切発生しない。
前掲アニメーションではピボットが回転中心から左にずれることで上向きの推力を得ているが、これを更に左にずらせば（回転速度を上げなくても）推力が大きくなるし、逆に右にずらせば下向きの推力を得られる。
各翼の生む揚力が打ち消し合う形にならないよう、翼角はシーソーのように往復する。その過程で回転軌道と水平になる瞬間は揚力を生みださない。

## 注記
1. 1 2  Inc, mediagene (2021年10月15日). “なんでこれで飛ぶの？ プロペラではなくタイヤみたいなサイクロローターで宙に浮くeVTOL（電動垂直離着陸機）”. www.gizmodo.jp. 2022年5月21日閲覧。
2. ↑  “Rotor - CycloTech Revolution of motion”.   CycloTech GmbH. 2022年5月23日閲覧。
3. ↑  “普通のプロペラも翼もない“貨物ドローン”が配達!? ヤマトが研究成果を公表…画期的なフォルムの理由を聞いた”. FNNプライムオンライン. 2022年5月21日閲覧。

## リンク
- Voith Schneider Propeller
- Explanation, diagrams and animation showing a Voith-Schneider rotor in action